# Honor (marca)
A Honor Device Co., Ltd., comumente conhecida como Honor (em chinês: 荣耀; pinyin: Róngyào), é uma empresa chinesa de eletrônicos de consumo controlada majoritariamente pela Shenzhen Zhixin New Information Technology Co. Ltd. Anteriormente, a marca era uma subsidiária da Huawei, que a vendeu em novembro de 2020. A Honor desenvolve smartphones, tablets, dispositivos vestíveis e software para dispositivos móveis.

## MagicOS
MagicOS (anteriormente conhecido como Magic UI e Magic Live UI) é um sistema operacional móvel baseado no Android, desenvolvido pela empresa chinesa de tecnologia Honor. Ele é utilizado nos smartphones e tablets da marca.

### História
O MagicOS foi originalmente desenvolvido pela Huawei antes da separação em novembro de 2020. Na época, ele foi rebatizado como EMUI para dispositivos HONOR, com pequenas diferenças estéticas. Antes da divisão, os dispositivos HONOR topos de linha rodavam o Magic UI, enquanto os modelos de entrada e intermediários continuavam com o EMUI.
O sistema passou por várias mudanças de nome desde seu lançamento. Inicialmente, era chamado de Magic Live quando foi introduzido no primeiro smartphone HONOR Magic. Com o lançamento do HONOR Magic 2, o nome foi alterado para Magic UI e, em 2022, foi novamente renomeado para MagicOS.